# Gymnoprosopa argentifrons
Gymnoprosopa argentifrons is een vliegensoort uit de familie van de dambordvliegen (Sarcophagidae). De wetenschappelijke naam van de soort is voor het eerst geldig gepubliceerd in 1892 door Charles Henry Tyler Townsend.